# 한스귄터 브룬스
한스-귄터 브룬스(독일어: Hans-Günter Bruns, 1954년 11월 15일, 노르트라인-베스트팔렌 주 뮐하임 안 데어 루어 ~)는 독일의 전직 프로 축구 선수로, 현역 시절 미드필더로 활약했다.

## 생애
브룬스는 전형적인 독일 선수였다. 체격이 좋고, 기술력이 뛰어나며, 강하게 견제했고, 전술적 인지도가 높았다.
브룬스는 글라트바흐 소속으로 두 번 활약했는데, 2기는 10년에 달했고, 301번의 분데스리가 경기에 출전해 55골을 기록했다. 현역 시절, 브룬스는 중원 한가운데에서 쇄도하는 유형의 선수였다. 그는 공격을 지원하고, 수비진을 효율적으로 구동할 수 있도록 움직였다. 1970년대에서 1980년대까지 독일 축구계에는 비슷한 유형의 선수들이 넘쳐났다.
샬케 04에서 미드필더로 신고식을 치른 후, 노르트라인-베스트팔렌 출신 거성은 이후 동세대 최고의 최후방 수비수로 거듭났다. 글라트바흐 소속으로 1979년 UEFA컵 우승을 달성했던 브룬스는 바이에른과의 맞대결에서 전설적인 활약상을 펼쳤는데, 거의 모든 선수를 제치고 골문 사이로 공을 차넣었지만, 골망을 흔들지 못했다.
은퇴 후 몇 년이 지나고, 그는 다수 사회 매체와 비디오 재생 매체에서 대중들의 관심을 어느 정도 끌었다. 1983년에 열린 묀헨글라트바흐와 바이에른 뮌헨과의 경기에서 나온 이 장면은 "득점이 되지 않은 역대 최고의 골"로 제목이 지어졌고, 브룬스가 압박 속에서 진영 깃발 앞에서 공을 간수하고, 경기장 반대쪽까지 뛰어가 묀헨글라트바흐 공격수와 공을 주고받아 문전을 향해 공을 찼지만, 한쪽 골대를 강타하고, 골문 반대편으로 글러가 반대쪽을 쳤고, 반동으로 튀어나온 공을 뮌헨 골키퍼가 잡았다.

## 클럽 경력
브룬스는 11세가 되기 전까지 고향의 축구단 일원으로 등록하지 않았고, 거리에서 몇 년 동안 축구를 했었다. 그는 17세가 되어서 샬케 04에 입단했다.
1973년부터 1990년까지, 그는 샬케 04, 바텐샤이트 09, 뒤셀도르프, 그리고 묀헨글라트바흐 소속으로 분데스리가 무대를 누볐다. 프로 선수로 처음 5년을 활약하면서, 그는 미드필더로 활약했고, 이후에는 최후방 수비수로 변신했다. 1979년에, 그는 묀헨글라트바흐 시절에 UEFA컵 우승을 거두었는데, 결장한 츠르베나 즈베즈다와의 결승전까지 오르는 과정에 벤피카와 맨체스터 시티를 상대로 1골씩 기록했다. 1980년, 그는 뒤셀도르프 소속으로 DFB-포칼을 우승했고, 1984년에는 같은 대회 결승전에서 묀헨글라트바흐 소속으로 바이에른 뮌헨에게 승부차기 끝에 무릎을 꿇었다.
브룬스는 분데스리가 역사상 가장 유명한 득점 기회를 잡은 것으로 회자된다. 1983-84 시즌, 그는 뮌헨 진영으로 가로질러 홀로 돌진했다. 그가 찬 공은 왼쪽 골대 안쪽을 강타하고 오른쪽 골대로 굴러 앞으로 튀어나왔고, 뮌헨 수비가 걷어냈다.

## 국가대표팀 경력
그는 1984년에 서독 국가대표팀 경기에 4번 출전했고, 유로 1984에서 서독 선수단 일원으로 참가했지만, 한 경기도 출전하지 못했다.

## 감독 경력
현역 은퇴 후, 브룬스는 처음에 보험 중개사로 근무했다. 그에 겸해 북라인 오버리가의 아들러 오스터펠트를 지도했고, 이후 고향 뮐하임의 슈펠도르프와 펠베르트를 지도했다. 2006년부터, 그는 로트-바이스 오버하우젠을 이끌고, 2007년에 북라인 오버리가 우승을 거두어 레기오날리가로 승격시켰고, 2008년에도 승격에 성공해 2. 분데스리가에 올려놓았다. 그 다음 시즌인 2008-09 시즌, 그는 로트-바이스 오버하우젠의 단장으로 보직을 변경해 위르겐 루긴거와 협력했다. 루긴거가 2010년 2월 1일에 성적 부진으로 떠나면서, 그는 공석인 자리를 차지했다. 2010년 4월 22일, 2010-11 시즌에 공식적으로 두 자리를 겸직할 것임을 발표했다. 2011년 2월 22일, 오스나브뤼크전에서 1-3으로 패하고 구단과의 갈등으로 결별했다. 한스-귄터 브룬스의 후임으로 테오 슈타이더가 취임했다.
2011년 9월 22일, 브룬스는 레기오날리가 부퍼탈의 감독으로 선임되었다. 그는 사흘 전에 구단을 떠난 카르스텐 후트벨커의 후임으로 취임했다. 2012년 11월, 브룬스는 부퍼탈에서 방출되었다. 반 년을 쉰 후, 그는 2013년 4월에 펠베르트의 감독직을 잡았지만, 2013년 11월에 단장 문제로 떠나야 했다.
2014년 4월, 오버하우젠현 리그에서 아르미니아 클로슈터하트가 브룬스의 2014-15 시즌 감독일을 맡을 것임을 발표했다. 그의 후임으로 미하엘 로렌츠가 취임했다.
2020년 2월 10일, 그는 1920 오버하우젠의 감독으로 취임했다.

## 수상
바텐샤이트 09
- 분데스리가 준우승: 1976–77

뒤셀도르프
- DFB-포칼: 1979–80
- 유러피언 컵위너스컵 준우승: 1979–80

묀헨글라트바흐
- UEFA컵: 1978–79
- DFB-포칼 준우승: 1983–84